# Pentágeia
Pentágeia är en ort i Cypern.   Den ligger i distriktet Eparchía Lefkosías, i den centrala delen av landet, 40 km väster om huvudstaden Nicosia. Pentágeia ligger 27 meter över havet och antalet invånare är 1 218. Den ligger på ön Cypern.
Terrängen runt Pentágeia är platt åt nordost, men åt sydväst är den kuperad. Havet är nära Pentágeia åt nordväst.Trakten runt Pentágeia är ganska glesbefolkad, med 25 invånare per kvadratkilometer. Närmaste större samhälle är Léfka, 5,6 km sydväst om Pentágeia. Trakten runt Pentágeia består till största delen av jordbruksmark.